# Gesetz über die weitere Neuregelung der kommunalen Grenzen im westfälischen Industriebezirk
Mit dem Gesetz über die weitere Neuregelung der kommunalen Grenzen im westfälischen Industriebezirk vom 22. März 1928 (PrGS. S. 12) wurde der Regierungsbezirk Arnsberg neu eingeteilt. Folgen waren der Verlust der Eigenständigkeit von Städten oder die Erlangung der Kreisfreiheit sowie die Auflösung und Umbildung von Landkreisen.

## Vergrößerung von Stadtkreisen
- Vergrößerung des Stadtkreises[1] Dortmund um 22 Landgemeinden (§ 2)
- Vergrößerung des Stadtkreises Herne um drei Landgemeinden (§ 3)

## Bildung neuer Stadtkreise
- Bildung des neuen Stadtkreises[1] Castrop-Rauxel aus der bisherigen Stadtgemeinde Castrop-Rauxel und der Landgemeinde Deininghausen[2] (§ 4)
- Bildung des neuen Stadtkreises Gelsenkirchen-Buer aus den bisherigen Stadtgemeinden Buer und Gelsenkirchen sowie der Landgemeinde Horst
- Bildung des neuen Stadtkreises Lünen aus der bisherigen Stadtgemeinde Lünen, der Landgemeinde Brambauer und Gebietsteilen der Landgemeinde Derne[3] (§ 5)

## Auflösung eines Landkreises
- Landkreis Dortmund: Zur Rechtsnachfolgerin wurde die Stadtgemeinde Dortmund bestimmt.

## Änderungen dieser Regelungen
- Am 21. Mai 1930 wurde der Stadtkreis Gelsenkirchen-Buer in Gelsenkirchen umbenannt.
- Am 1. Juli 1950 wurde die Grenze zwischen den kreisfreien Städten Dortmund und Lünen neu festgelegt.